# Dieffenbachia obscurinervia
Dieffenbachia obscurinervia är en kallaväxtart som beskrevs av Thomas Bernard Croat. Dieffenbachia obscurinervia ingår i släktet prickbladssläktet, och familjen kallaväxter. Inga underarter finns listade.